# Ловозерские тундры
Ловозе́рские тундры (также Ловозёрские тундры; или Луяврурт — саам. Луяввьрурьт) — горный массив на Кольском полуострове в Мурманской области России.

## Местонахождение и описание

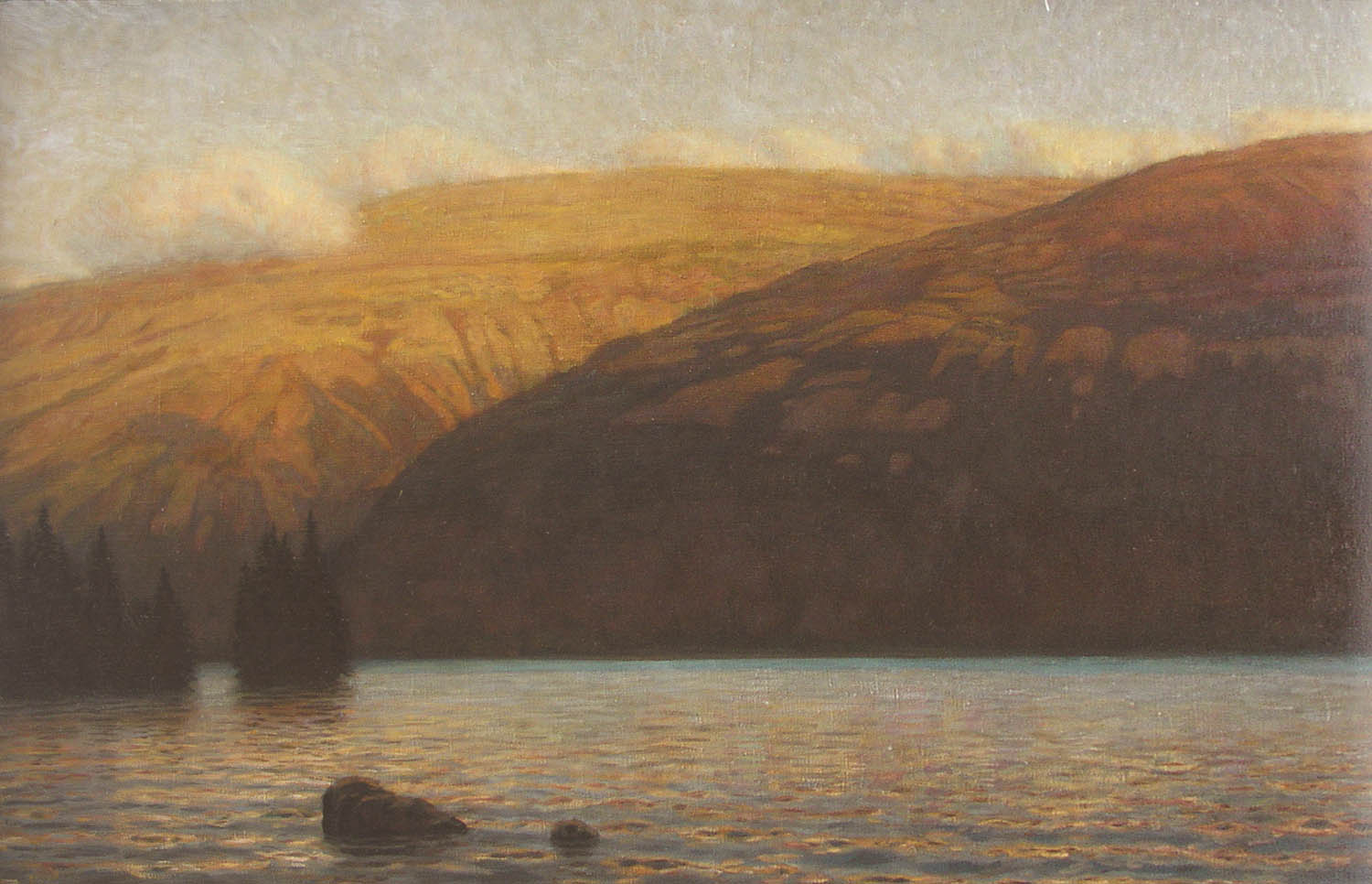
Вид через Сейдозеро на гору Нинчурт. Ловозёрские тундры.
Картина Максимильяна Преснякова (2006)

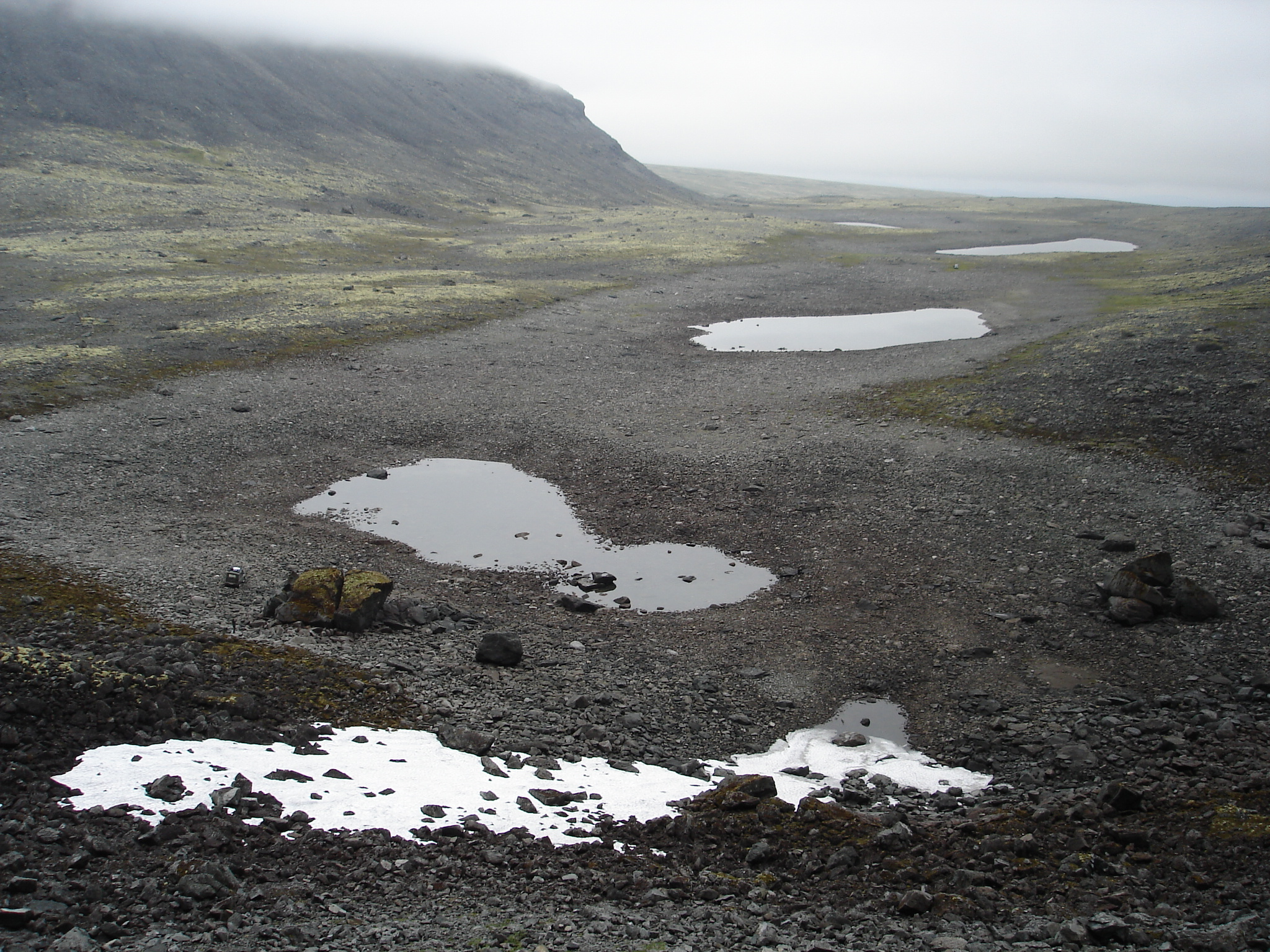
Цирк Раслака

Расположен между Ловозером и Умбозером. Вершины плоские, каменистые, высотой до 1120 метров на горе Ангвундасчорр. Лесная растительность на вершинах отсутствует. Склоны крутые, покрытые в нижней части хвойными лесами. Сложены нефелиновыми сиенитами.
В районе горного массива находится Ловозёрское месторождение редкоземельных металлов, имеющее большие запасы тантала, ниобия, цезия, церия и других металлов, а также циркониевого сырья (эвдиалит). В пределах массива открыты многочисленные месторождения редких, подчас уникальных, коллекционных минералов. Всего в недрах Ловозерского массива открыто более 400 минералов.
В центре массива находится Сейдозеро, которое совместно с прилегающими ущельями и склонами гор образует природный парк Сейдъявврь. На территории заказника находятся цирки Раслака — два геологических образования, представляющих собой круглые чаши ледникового происхождения диаметром несколько километров со стенами высотой до 250 метров.
Горный массив ловозёрских тундр издревле считался «местом силы» древних саамов (лопарей). Древнесаамские сейды, имеющиеся в этих местах, обладают высокой культурной и этнографической ценностью. По причине своего необычного внешнего вида цирки Раслака также издревле являлись предметом саамских сказаний и легенд, среди них — легенда о том, что это остатки храмов, построенных много веков назад великанами. Новая фаза легенд началась во второй половине XX века, когда на волне увлечения уфологией появилась мнение, что эти цирки могут быть взлётно-посадочными площадками для инопланетных космических кораблей.
Климат суровый, среднегодовая температура воздуха составляет −2,5 градуса. Зимой часты сильные ветра и бураны при низких температурах воздуха, снегопады возможны в любой день лета. В долинах и ущельях отдельными местами снег не тает и лежит круглый год, превращаясь в снежники — в плотную снежную массу.
Массив пользуется популярностью у туристов, посещающих эти места как летом, так и зимой (лыжные маршруты).

## Региональная топонимика

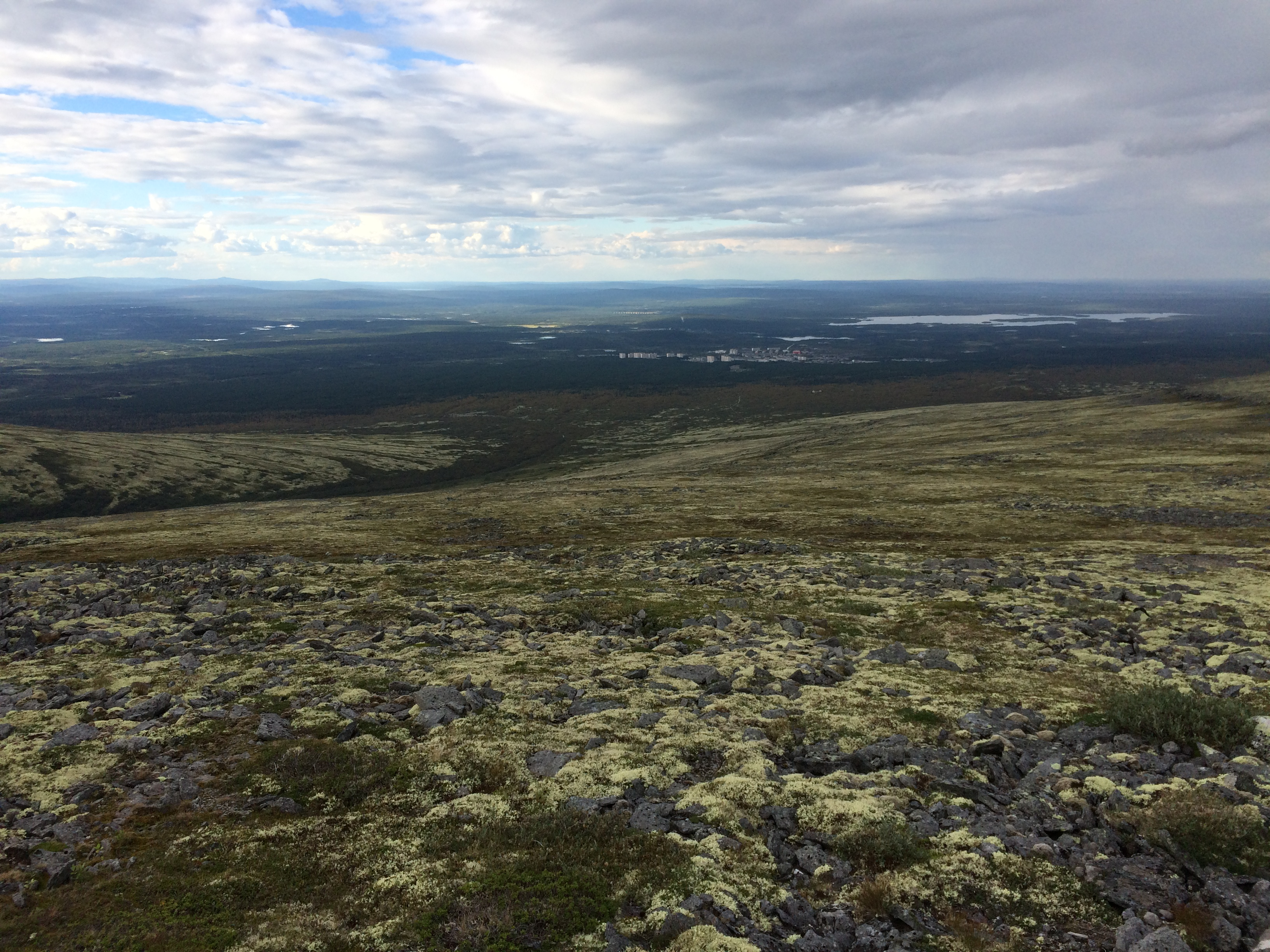
Ловозёрские тундры в августе 2016

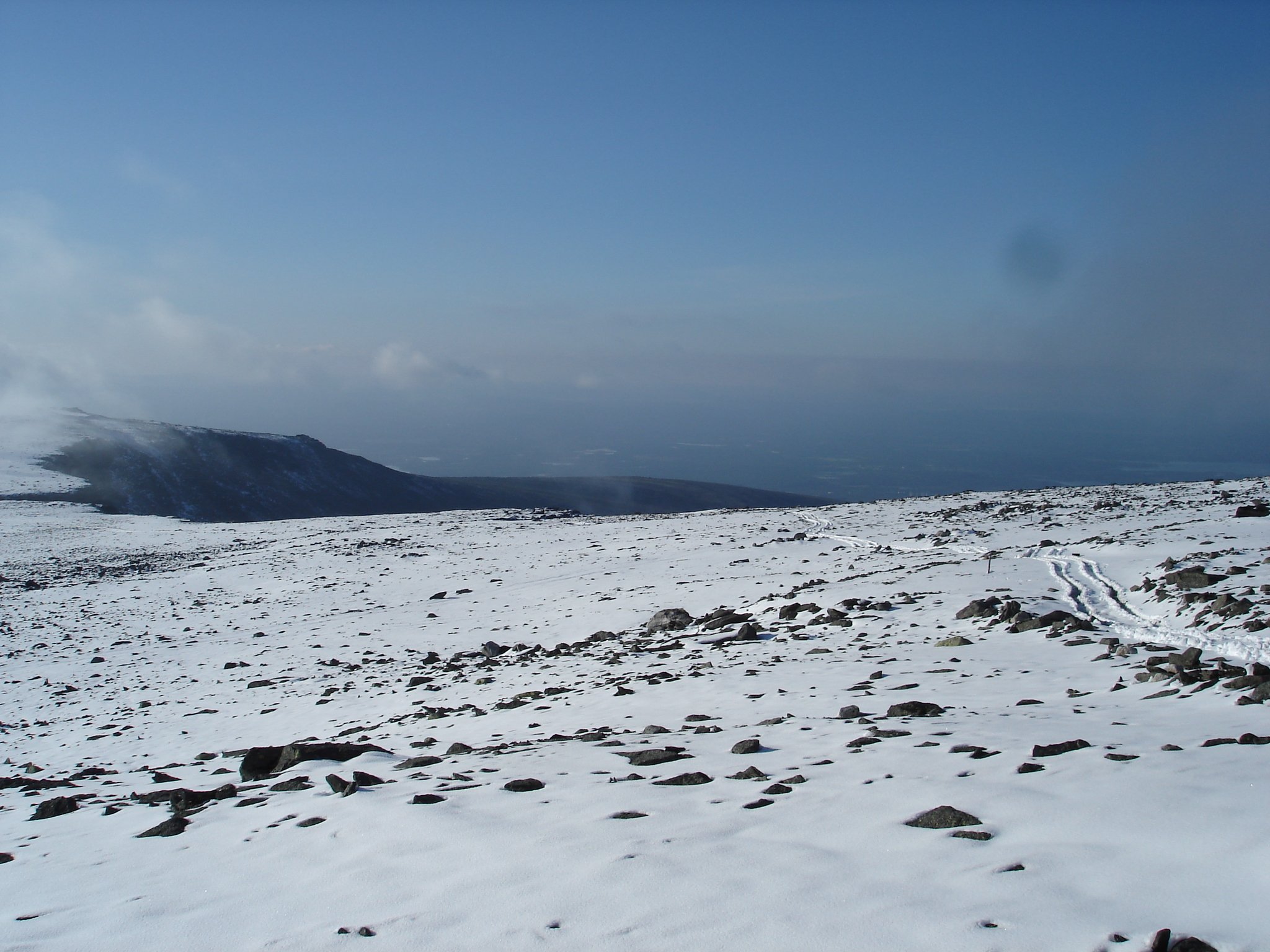
Гора Аллуайв, 5 августа 2008

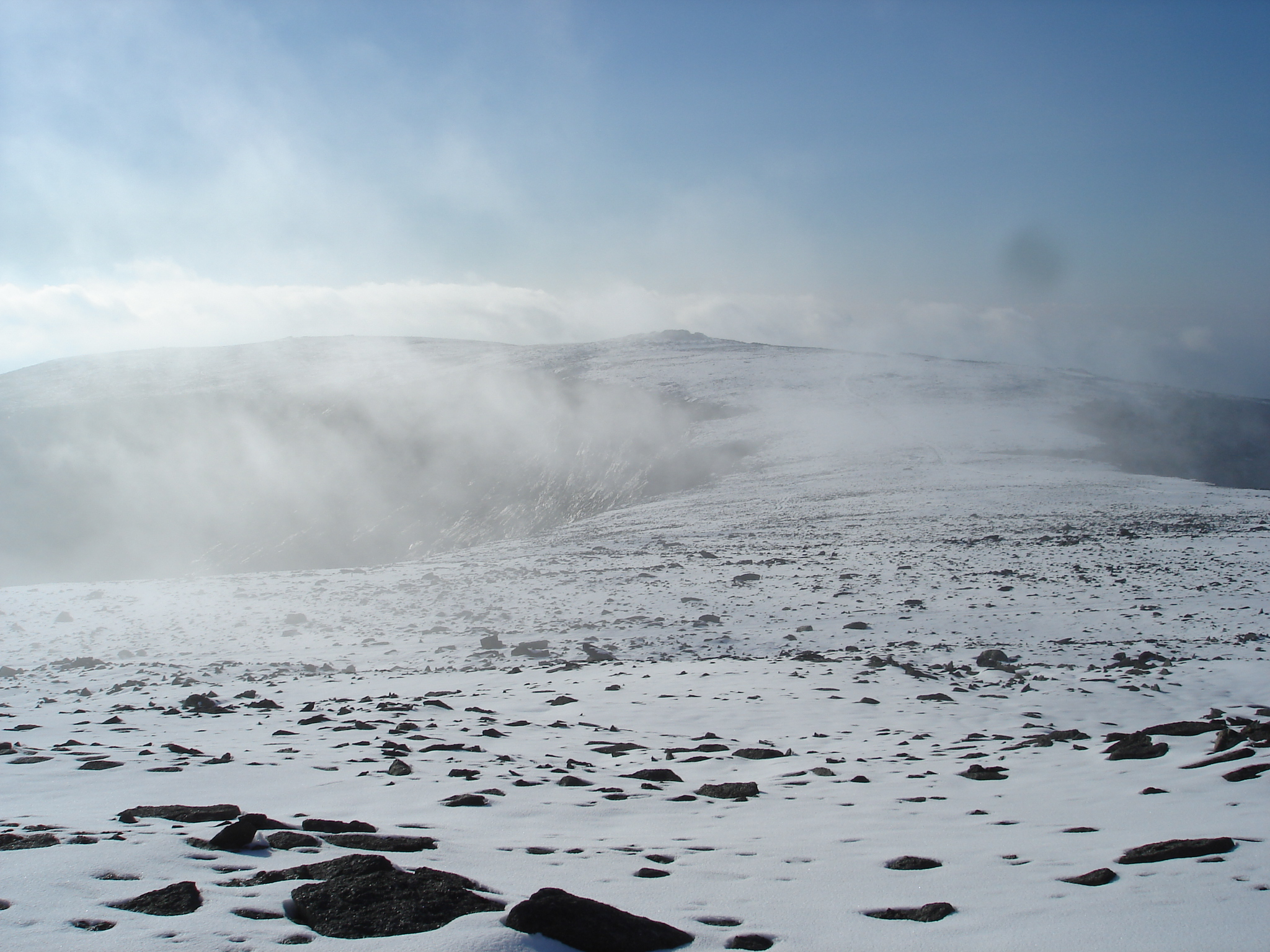
Дорога на перевал Геологов

### Населённые пункты
- Ильма
- Мотка
- Пунча

### Озёра и заливы
- Ловозеро
- Мотка-Губа
- Райявр
- Сейдозеро
- Сенгисъявр
- Умбозеро

### Реки и ручьи
- Вавнйок
- Иидичйок
- Ильмайок
- Киткуай
- Коклухтиуай
- Куансуай
- Куфтуай
- Муруай
- Сейдйок
- Сигсуай
- Тавайок
- Уэлькуай
- Чивруай
- Эльморайок

### Горы и тропы
- Аллуайв
- Ангвундасчорр
- Вавнбед
- Ельморайок
- Карнасурта
- Куамдеспахк
- Куйвчорр
- Куфтуай
- Маннепахк
- Нинчурт
- Пункаруайв
- Сенгисчорр
- Страшемпахк
- Суолуайв
- Чивруай-Ладв
- Энгпорр